# Aethomys silindensis
Aethomys silindensis là một loài động vật có vú trong họ Chuột, bộ Gặm nhấm. Loài này được Roberts mô tả năm 1938.